# Espiga Dorada
La Espiga Dorada es un galardón anual otorgado a los deportistas más destacados en El Salvador.  
En su primera época eran 31 disciplinas deportivas premiadas en las categorías de «novato» y «estrella», y también se elegían a los deportistas del año en rama masculina y femenina. Asimismo era reconocida la labor del entrenador, dirigente, figuras de antaño y periodistas relacionados con este medio.  El comité organizador del evento se encontraba conformado por representantes de Industrias La Constancia y el Círculo de Informadores Deportivos de este país. Los premios fueron entregados desde el año de 1981 y la ceremonia tenía lugar entre los meses de abril y mayo. La última ceremonia se realizó en el año 2009.

La Espiga Dorada volvió a entregarse a partir del año 2018 por iniciativa de la Fundación Educando a un Salvadoreño (FESA), junto a la Asociación de Periodistas Deportivos de El Salvador (APDES), Industrias La Constancia, Fundación Gloria de Kriete, y otras instituciones. Los reconocimientos serán para la Estrella y Promesa del año (masculino y femenino), Estrella y Promesa para cada una de las 32 federaciones del país, al Deportista Integral (masculino y femenino), para atletas de Olimpiadas Especiales y paralímpicos, mejor entrenador y dirigente deportivo distinguido.